# Adolph Verschueren
Pour les articles homonymes, voir Verschueren.
Adolf Verschueren, ou Adolph Verschueren, né le 10 juin 1922 à Deurne et mort le 30 avril 2004 à Arendonk, est un coureur cycliste belge. Il est professionnel de 1943 à 1963.

## Biographie
Après avoir notamment remporté le Tour des Flandres en catégorie indépendant, il passe professionnel en 1943 dans l'équipe Mercier-Hutchinson. Il fait d'abord carrière sur route en obtenant une victoire d'étape sur le Tour de Suisse en 1948 et diverses places d'honneurs sur les classiquesn comme une deuxième place à Paris-Roubaix 1947. Sur piste, il se distingue également en devenant notamment champion du monde de demi-fond à trois reprises de 1952 à 1954.
En 1953, le roi Baudouin lui décerne la médaille d'or du Mérite sportif et, en 1957, le fait chevalier de l'ordre de Léopold II.

## Palmarès sur route

### Par année
- 1942
  - Tour des Flandres des indépendants
- 1943
  -  Champion de Belgique du contre-la-montre par équipes
  - 3e d'À travers Paris
- 1947
  - Circuit du Houtland
  - 2e de Paris-Roubaix
  - 3e de la Coupe Sels
- 1948
  - 4e de Paris-Roubaix
  - 4e de Liège-Bastogne-Liège
  - 5e de la Flèche wallonne
  - 8e de Paris-Bruxelles
- 1949
  - 6e étape du Tour de Suisse
  - 2e de Liège-Bastogne-Liège
  - 2e de Bruxelles-Bost

### Résultats sur les grands tours

#### Tour de France
1 participation
- 1948 : Éliminé (7e étape)

## Palmarès sur piste

### Championnats du monde
- Rocourt 1950
  - Éliminé du demi-fond
- Milan 1951
  - Éliminé du demi-fond
- Paris 1952
  -  Champion du monde de demi-fond
- Zurich 1953
  -  Champion du monde de demi-fond
- Cologne 1954
  -  Champion du monde de demi-fond
- Milan 1955
  - Abandon au demi-fond
- Copenhague 1956
  - 4e du demi-fond
- Paris 1958
  - 5e du demi-fond
- Amsterdam 1959
  - Éliminé du demi-fond
- Leipzig 1960
  - 7e du demi-fond
- Zurich 1961
  - Abandon au demi-fond
- Milan 1962
  - 4e du demi-fond

### Championnats d'Europe
- 1951
  -  Champion d'Europe de demi-fond
- 1952
  -  Médaillé d'argent du demi-fond
- 1953
  -  Champion d'Europe de demi-fond
- 1954
  -  Médaillé d'argent du demi-fond
- 1955
  -  Médaillé d'argent du demi-fond
- 1956
  -  Champion d'Europe de demi-fond
- 1958
  -  Champion d'Europe de demi-fond
- 1960
  -  Champion d'Europe de demi-fond

### Championnats nationaux
- Champion de Belgique de demi-fond : 1950, 1951, 1952, 1953, 1954, 1955, 1956, 1958 et 1960 (2e : 1957, 1959 et 1961)

### Grand Prix
- Grand Prix d’Anvers de demi-fond : 1958, 1960